# Cameron Monaghan

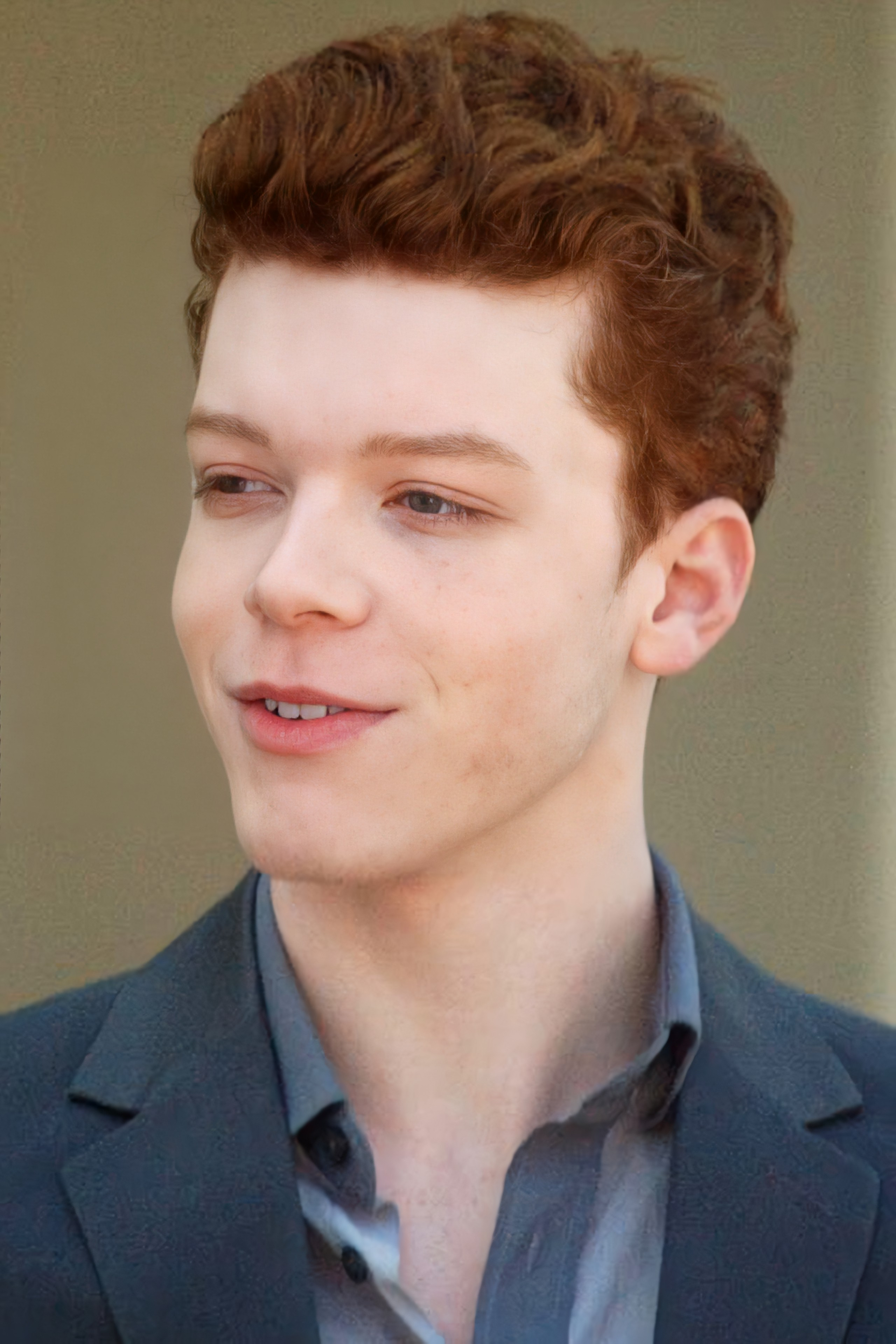
Cameron Monaghan in 2012

Cameron Riley Monaghan (Santa Monica (Californië), 16 augustus 1993) is een Amerikaans acteur.

## Biografie
Monaghan werd geboren in Santa Monica (Californië), en groeide op in Boca Raton bij zijn alleenstaande moeder. 

## Filmografie

### Films
Uitgezonderd korte films.
- 2022 Paradise Highway - als special agent Finley Sterling
- 2022 My Love Affair with Marriage - als Sergei (stem)
- 2022 Shattered - als Chris Decker
- 2019 Reign of the Supermen - als Superboy (stem)
- 2018 Anthem of a Teenage Prophet - als Luke Hunter
- 2017 Amityville: The Awakening - als James
- 2017 The Year of Spectacular Men - als Ross
- 2014 The Giver - als Asher
- 2014 Mall - als Jeff
- 2014 Vampire Academy - als Mason
- 2014 Jamie Marks Is Dead – als Adam McCormick
- 2012 2nd Serve – als Jake
- 2011 Prom – als Corey Doyle
- 2010 Another Harvest Moon – als Jack
- 2009 Safe Harbor – als Larry Parker
- 2009 The Three Investigators and the Secret of Terror Castle – als Bob Andrews
- 2008 Dog Gone – als Dexter
- 2007 The Three Investigators and the Secret of Skeleton Island – als Bob Andrews
- 2006 The Santa Clause 3 – als verkeersagent
- 2006 Click – als Kevin O'Doyle
- 2005 Brothers in Arms – als Timmy
- 2003 The Music Man – als Winthrop Paroo
- 2002 The Wishing Stone – als Alex

### Televisieseries
Uitgezonderd eenmalige gastrollen.
- 2011-2021 Shameless – als Ian Gallagher – 127 afl.
- 2015-2019 Gotham - als Jerome en Jeremiah Valeska - 20 afl.
- 2016 Mercy Street - als Tom Fairfox - 5 afl.
- 2011 Corey and Lucas for the Win – als Corey – 6 afl.
- 2005-2006 Ned's Declassified School Survival Guide – als Palmer Noid – 3 afl.
- 2004-2005 Malcolm in the Middle – als Chad – 6 afl.

### Computerspellen
- 2023 Star Wars Jedi: Survivor - als Cal Kestis
- 2019 Star Wars Jedi: Fallen Order - als Cal Kestis

## Prijzen

### Teen Choice Awards
- 2019 voor zijn rol in de televisieserie Gotham - gewonnen
- 2018 voor zijn rol in de televisieserie Gotham - genomineerd
- 2016 voor zijn rol in de televisieserie Gotham - genomineerd

### Young Artist Award
- 2012 voor zijn rol in de televisieserie Rizzoli & Isles - genomineerd
- 2006 voor zijn rol in de televisieserie Ned's Declassified School Survival Guide - genomineerd
- 2005 voor zijn rol in de televisieserie Malcolm in the Middle - gewonnen
- 2004 voor zijn rol in de film The Music Man - genomineerd

- Bibliothèque nationale de France: cb16543467s (data)
- Gemeinsame Normdatei: 1060765667
- International Standard Name Identifier: 0000 0000 7122 4416
- Library of Congress Control Number: no2009152229
- Nederlandse Thesaurus van Auteursnamen: 38366747X
- Virtual International Authority File: 100826941
- WorldCat: E39PBJhmJDxDdJdvpb49VyR9Xd